# Oncothericles isolatus
Oncothericles isolatus är en insektsart som beskrevs av Marius Descamps 1977. Oncothericles isolatus ingår i släktet Oncothericles och familjen Thericleidae. Inga underarter finns listade i Catalogue of Life.